# Oltenița - Mostiștea - Chiciu
Oltenița – Mostiștea - Chiciu este o arie protejată (arie specială de conservare — SAC, sit de importanță comunitară — SCI) din România, desemnată în scopul protejării biodiversității și menținerii într-o stare de conservare favorabilă a florei spontane și faunei sălbatice, precum și a habitatelor naturale de interes comunitar aflate în arealul zonei de protecție. Aceasta se întinde în sud-estul țării (pe teritoriul administrativ al județului Călărași) pe o suprafață de 11.521,2 ha, integral pe uscat.

## Localizare
Aria naturală se află în partea central-sudică a județului Călărași, pe teritoriul administrativ al comunelor Alexandru Odobescu, Chiselet, Ciocănești, Cuza Vodă, Dorobanțu, Frăsinet, Grădiștea, Independența, Mânăstirea, Oltenița, Spanțov, Ulmu, Valea Argovei și al orașului Oltenița. Centrul sitului Oltenița - Mostiștea - Chiciu este situat la coordonatele 44°06′05″N 26°48′47″E / 44.101503°N 26.813089°E.

## Înființare
Zona a fost declarată sit de importanță comunitară prin Ordinul Ministerului Mediului și Dezvoltării Durabile Nr.1964 din 13 decembrie 2007 (privind instituirea regimului de arie naturală protejată a siturilor de importanță comunitară, ca parte integrantă a rețelei ecologice europene Natura 2000 în România) Situl Oltenița - Mostiștea - Chiciu a fost declarat sit de importanță comunitară în decembrie 2007 pentru a proteja 17 specii de animale. Situl a fost protejat și ca arie specială de conservare în mai 2022
Planul de management a fost aprobat prin Ordinul ministrului mediului, apelor și pădurilor nr.908 din 2023 privind aprobarea Planului de management al siturilor Natura 2000 ROSCI0131 Oltenița—Mostiștea—Chiciu (incluzând rezervația naturală IV.20. Ostrovul Haralambie), ROSPA0021 Ciocănești—Dunăre (incluzând rezervația naturală IV.21 Ostrovul Ciocănești), ROSPA0055 Lacul Gălățui, ROSPA0105 Valea Mostiștea, ROSPA 0136 Oltenița—Ulmeni ca urmare a Proiectului MySMIS 102123

## Biodiversitate
Situată în ecoregiunea de stepă a luncii Dunării, în sudul Câmpiei Bărăganului), aria protejată conține 4 habitate naturale: Ape stătătoare oligotrofe până la mezotrofe, cu vegetație de Littorelletea uniflorae și/sau de Isoëto-Nanojuncetea, Lacuri eutrofice naturale cu vegetație de tip Magnopotamion sau Hydrocharition, Râuri cu maluri nămoloase cu vegetație de Chenopodion rubri p.p. și Bidention p.p., Fânețe de joasă altitudine (Alopecurus pratensis, Sanguisorba officinalis).
La baza desemnării sitului se află mai multe specii protejate:
- amfibieni (2): buhai de baltă cu burtă roșie (Bombina bombina), triton cu creastă dobrogean (Triturus dobrogicus)
- mamifere (1): vidră de râu (Lutra lutra)
- pești (13): scrumbie de Dunăre (Alosa immaculata), avat (Aspius aspius), Cobitis taenia Complex, Gymnocephalus baloni, răspăr (Gymnocephalus schraetzer), țipar (Misgurnus fossilis), sabiță (Pelecus cultratus), boarță (Rhodeus amarus), porcușor de nisip (Romanogobio kesslerii), porcușor de șes (Romanogobio vladykovi), țigănuș (Umbra krameri), fusar (Zingel streber), pietrar (Zingel zingel)
- reptile (1): țestoasa de baltă (Emys orbicularis)

## Căi de acces
- Drumul național DN3 pe ruta: Constanța - Deleni - Galița - Ostrov - Călărași.

## Monumente și atracții turistice
În vecinătatea sitului se află câteva obiective de interes istoric, cultural și turistic; astfel:
- Biserica "Sf. Ierarh Nicolae" din satul Bogata, construcție 1872, monument istoric.
- Biserica "Sf. Nicolae", "Adormirea Maicii Domnului" din satul Boșneagu, construcție 1854, monument istoric.
- Biserica "Adormirea Maicii Domnului" din Chiselet, construcție 1860, monument istoric.
- Biserica "Sf. Ierarh Nicolae" din Ciocănești, construcție 1862, monument istoric.
- Biserica "Sf. Dumitru și Sf. Nestor" din Mânăstirea, construcție 1648 - 1660, monument istoric.
- Biserica "Sf. Nicolae" din Oltenița, construcție 1856, monument istoric.
- Biserica "Sf. Nicolae" din satul Rasa, construcție 1937 - 1938, monument istoric.
- Biserica "Sf. Ierarh Nicolae" din Spanțov, construcție 1867 - 1868, monument istoric.
- Biserica "Sf. Treime" din Vărăști, construcție 1838, monument istoric.
- Situl arheologic "La grădini" de la Lunca (mileniul V a. Chr., Hallstatt timpuriu, Cultura aspectul Mediaș, Neolitic, cultura Boian, faza Bolintineanu).
- Situl arheologic "Ostrovul Barza" de la Alexandru Odobescu (Eneolitic, cultura Gumelnița).
- Rezervația naturală Iezerul Călărași, arie protejată prin Convenția Ramsar ca zonă umedă de importanță internațională[9].